# Honvédség

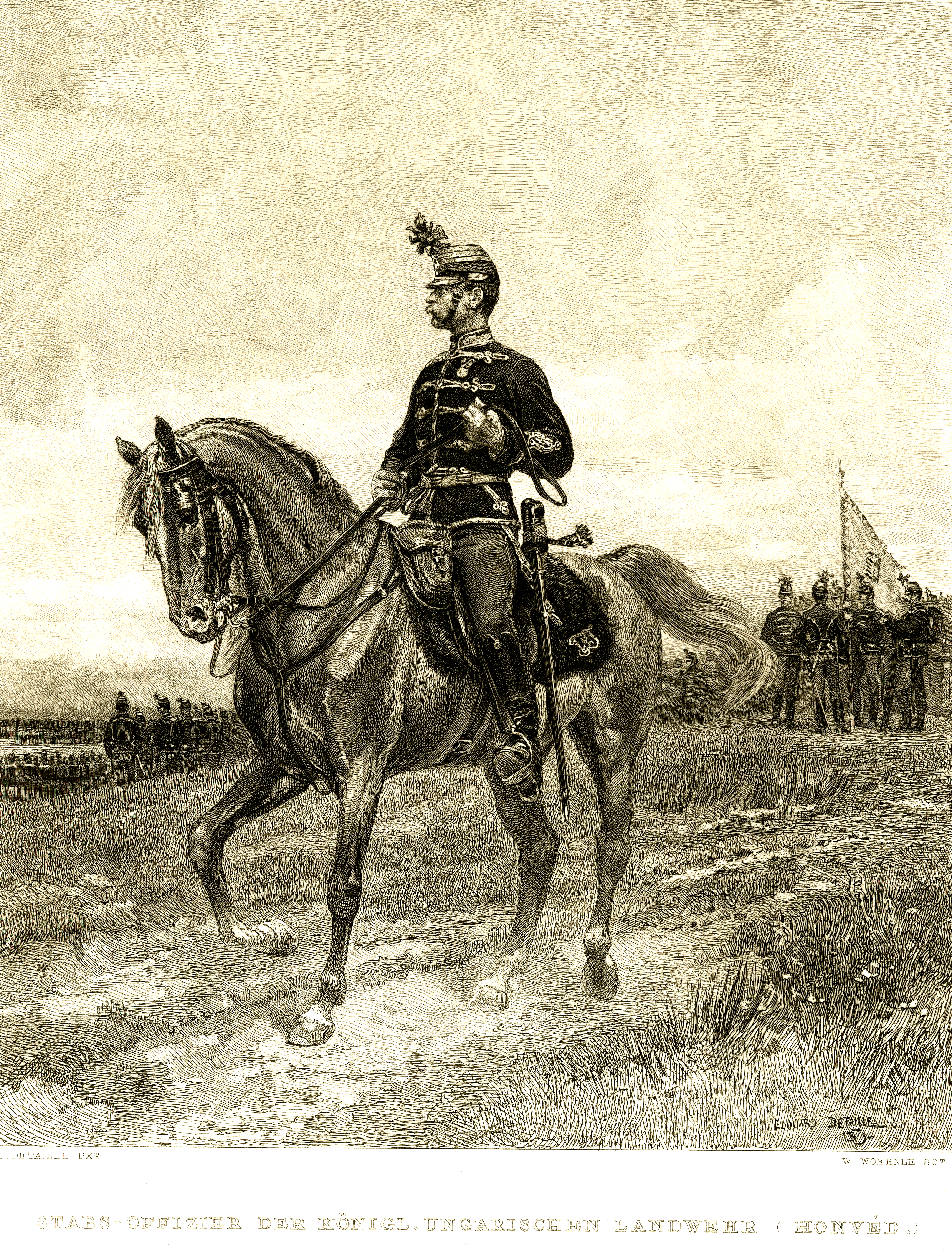
Magyar honvédtiszt a 19. század közepén

A honvédség (Landwehr, armée territoriale, milizia mobile, opolcenie stb.) az államok véd- és hadszervezetének egyik intézménye. A modern kori hadviselés szükségessé tette a polgárok védkötelezettségét kiterjeszteni, úgy, hogy a védkötelesek még sorkatonai és tartalékos szolgálatkötelezettségük teljesítése után is, háború esetére honvédelmi célokra rendelkezésre álljanak.
A védkötelesek ezen csoportját, mely sorhadi és tartalékos szolgálatának eleget tett, békében semmi vagy igen csekély szolgálati kötelezettséggel bír, háború esetén azonban külön újabb csapatok alakítására és általában a hadsereg erősítésére és bővítésére alkalmazzák.
Megkülönböztetünk sorkatonait, tartalékost és póttartalékost, melyeket váltakozva álló, rendes, első vonalbeli, aktív stb.-nek szoktak nevezni: általában honvédségnek nevezik. Mivel a honvédséghez tartozó csapatok legénysége az első vonalbeli csapatokénál idősebb; a csapat- és fegyveres gyakorlatoktól már elszokott; ruházatára, fölszerelésére, fegyverzetére és vezényletére általában az első vonalbeli csapatokénál kevesebb előgondoskodás szokott történni; végre mivel a honvédséget csak ritkán és csakis szükség esetén szokták a hadviselés elsőfokú fontosabb feladataira, hanem többnyire másodrangú hadi feladatokra alkalmazni (helyőrség, megszállás, hadtáp, őrkíséret, katonai biztosítás stb.), ezen okokból a honvédséget másodrangú seregintézménynek szokták nevezni.

## Története
A honvédség először a Porosz Királyságban keletkezett a 19. század elején. Az I. Napóleon által legyőzött Poroszország csak korlátolt számú hadsereget tarthatott fenn. Haderejét úgy növelte, hogy a védköteles ifjúságot egy aránylag gyorsan, sűrű turnusokban kiképezte, majd a béke idejére szabadságolta (Krümper-System). A Franciaország ellen viselt felszabadító háborúkban (1813–15) a porosz hadsereg mellett ezekből alakultak az első Landwehr-csapatok. A porosz hadsereg így 3-4-szer akkora lett, mint amekkorára I. Napóleon és a többi állam becsülte.

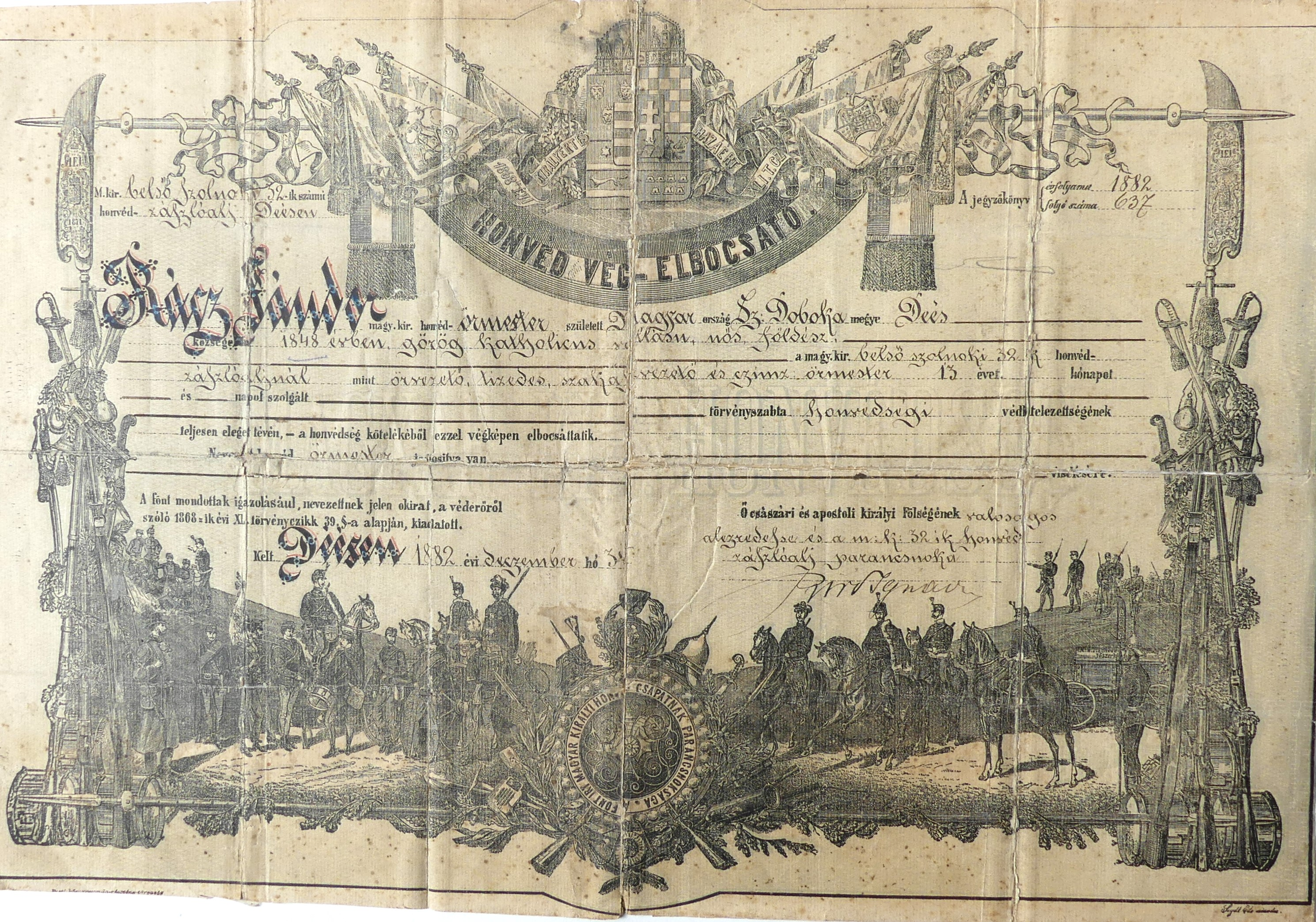
Honvéd vég-elbocsátó

Az intézmény később állandósult és 1866. után a többi német államra is kiterjesztették. Az újabb katonai törvény szerint a Landwehr-kötelezettség a Észak-német Szövetség államaiban a sorkatonai és tartalékos szolgálati kötelezettség teljesítése után még 12 évig tartott (27-től 39 éves korig). A Német Birodalom óriási hadi sikerei után Európa csaknem valamennyi állama többé-kevésbé változó részletekkel, de lényegében azonos elvi alapokon utánozta a porosz Landwehr-intézményt.
Némely országban a honvédséghez olyan védköteleseket is besoroztak, akiket az állandó hadsereghez egyáltalán nem soroztak volna be. A legtöbb hadseregben a honvédségben ugyanazon fegyvernemek (gyalogság, lovasság, tüzérség stb.) és szervezési csoportok vannak, mint az állandó hadseregben, a háborúban azonban ritkán szoktak tisztán honvédségből a hadosztálynál magasabb hadászati köteléket alakítani. A honvédségből békében rendszerint csak keretek, néhol még ilyenek sem állanak fenn, hanem csak nyilvántartást vezetnek a védkötelesekről.